# Chlorophorus orbatus
Chlorophorus orbatus là một loài bọ cánh cứng trong họ Cerambycidae.